# Leiopelma hochstetteri
Leiopelma hochstetteri é uma espécie de anfíbio da família Leiopelmatidae. Endêmica da Nova Zelândia, onde pode ser encontrada na ilha do Norte.